# Dolichostyrax longipes
Dolichostyrax longipes là một loài bọ cánh cứng trong họ Cerambycidae.